# Marc Isambard Brunel
Sir Marc Isambard Brunel, född 25 april 1769 i Hacqueville, departementet Eure, död 12 december 1849 i London, var en fransk-brittisk ingenjör. Han var far till Isambard Kingdom Brunel.
Brunel fick 1793 överta ledningen av ett kanongjuteri i New York och befästandet av hamninloppet till nämnda stad, men begav sig 1799 till London och anlade där 1811 ett storartat sågverk efter egen uppfinning. Hans mest betydande verk är likväl Thamestunneln. Planen till detta storartade företag var färdig 1819, och 1825 skred man till utförandet. Efter otroliga svårigheter fullbordades verket 1842. Han upphöjdes 1841 till baronet. Han invaldes som utländsk ledamot av Vetenskapsakademien i Stockholm 1828.